# Soul Corner
Soul Corner var ett musikprogram i SR P3, som sändes 1977-1994. Programledare var Mats Nileskär. Första låten i pilotavsnittet (september 1977) var "You Can't Hide from Yourself" med Teddy Pendergrass.
Programmet spelade till en början endast soulmusik, men kom senare även att spela hiphop och rap.
Efter att mellan 1995 och 1998 varit en del av Musikjournalen ("Tema: Soul"), återuppstod programmet i januari 1999 som P3 Soul.

### Fotnoter
1. ↑  ”Svensk mediedatabas”. http://smdb.kb.se/catalog/search?q=%22Soul+Corner%22+typ%3Aradio&sort=OLDEST. Läst 18 april 2011.
2. ↑  ”P3 Soul”. http://sverigesradio.se/sida/avsnitt/116000?programid=2680. Läst 18 november 2012.
3. ↑  http://sverigesradio.se/sida/default.aspx?programid=2680
4. ↑  ”Svensk Mediedatabas”. Svensk Mediedatabas. http://smdb.kb.se/catalog/search?q=%22p3+soul%22+kanal%3A%22SR+P3%22&sort=OLDEST. Läst 7 maj 2013.